# Šumerlja
Šumerlja (rusky Шумерля, čuvašsky Ҫӗмӗрле) je město v Čuvašské republice v Ruské federaci. Při sčítání lidu v roce 2010 měla přes jednatřicet tisíc obyvatel.

## Poloha
Šumerlja leží na severním okraji Povolžské vrchoviny na pravém břehu Sury, pravého přítoku Volhy. Od Čeboksar, hlavního města republiky, je vzdálena přibližně 110 kilometrů jihozápadně a od Moskvy, hlavního města federace, přibližně 600 kilometrů východně.

## Dějiny
Šumerlja vznikla v roce 1916 při stanici na stavěné železniční trati z Moskvy do Kazaně, která byla uvedena do provozu v roce 1918.
Od roku 1937 je městem.